# Дацюк Юрій Анатолійович
Ю́рій Анато́лійович Дацю́к (1987—2015) — солдат 80-ї окремої десантно-штурмової бригади Збройних сил України, учасник російсько-української війни. Один із «кіборгів».

## Короткий життєпис
Народився 27 січня 1987 року в с. Глинськ Здолбунівського району Рівненської області. Навчався в Глинській загальноосвітній школі, яку закінчив у 2003 році. Продовжував навчання в Квасилівському ліцеї, де отримав спеціальність «автомеханік».
Мав проблеми зі здоров'ям через астму, але пропри це у 2006 році пішов на строкову службу до Збройних Сил України. Служив у десантних військах. Після повернення додому влаштувався на роботу в лінійний відділ міліції. Заочно вступив до Одеської юридичної академії. Пізніше з будівельною бригадою поїхав на заробітки за кордон.
З 1 серпня 2014 року в АТО. Солдат, 7-а рота, 3-й батальйон, 80-а окрема десантна бригада. Брав участь у бойових операціях у Костянтинівці, Пісках. На початку січня 2015 року підрозділ, у якому служив Юрій, направили на захист Донецького аеропорту.
Зник безвісти 20 січня 2015 року під час оборони аеропорту Донецька, після другого підриву перекриття нового термінала.
Впізнаний за експертизою ДНК тіл, знайдених в лютому під завалами аеропорту, в морзі Дніпропетровська. Здолбунівчани увечері тіло Юрія зустрічали зі свічками. Похований в Глинську Здолбунівського району 16 квітня 2015-го.
Похований у квітні 2015 року в рідному селі.

## Нагороди та вшанування
- Указом Президента України № 461/2015 від 31 липня 2015 року, «за особисту мужність і високий професіоналізм, виявлені у захисті державного суверенітету та територіальної цілісності України, вірність військовій присязі», нагороджений орденом Богдана Хмельницького III ступеня (посмертно)[2].
- Нагороджений нагрудним знаком «За оборону Донецького аеропорту» (посмертно).
- 28 травня 2015 року відбулось урочисте відкриття встановлених на фасаді Глинської ЗОШ І—ІІІ ст. меморіальних дошок на честь загиблих в АТО випускників цього навчального закладу Руслана Палічука та Юрія Дацюка[3].
- Вшановується в меморіальному комплексі «Зала пам'яті», в щоденному ранковому церемоніалі 20 січня[4][5].